# Cueva Apolo 11
La Cueva del Apolo 11 o Cueva Apolo XI es un sitio arqueológico en la región de Karas del sudoeste de Namibia, aproximadamente a 250 km (160 mi) al sudoeste de Keetmanshoop. El nombre dado a los alrededores y presumiblemente a la cueva por el pueblo Nama fue "Goachanas". Sin embargo, la cueva recibió su nombre del arqueólogo alemán Wolfgang Erich Wendt que estaba trabajando en la cueva cuando se enteró del exitoso regreso a la Tierra de la tripulación del Apolo 11 el 24 de julio de 1969.
La cueva contenía algunas de las piezas de arte móvil más antiguas jamás descubiertas en el sur de África, asociadas al radiocarbono del carbón, que databan de 27 500 a 25 500 años antes de Cristo. Las losas encontradas en la cueva se conocen como las «Piedras del Apolo 11».[3] En total, se excavaron siete losas de cuarcita de color marrón grisáceo de la cueva. Además de las placas, la cueva contenía varias pinturas blancas y rojas. El tema de las pinturas iba desde simples patrones geométricos hasta abejas, que todavía son una molestia para el viajero incauto.
El arte también se encontró cerca de la cueva en forma de grabados, a orillas de un río, y en una gran roca caliza situada a 150 m de la cueva. Los grabados consistían en representaciones de animales así como en simples patrones geométricos. Es difícil precisar las fechas de los grabados y pinturas, pero las pinturas pueden pertenecer a un período tan lejano como el 10 400 A.C. y los grabados pueden provenir de los primeros colonos del primer milenio D.C. Estas fechas provienen del registro estratigráfico de Wendt del sitio, así como evidencia de otros sitios en el área circundante.
Los hallazgos más recientes incluyen dos trozos de costillas, uno con 26 muescas y otro con 12 muescas, que datan de 80 000 a. C.

## Descubrimiento
El descubridor del yacimiento de la Cueva del Apolo XI fue el doctor Wolfgang Erich Wendt, un arqueólogo alemán que nació en el año 1934 y falleció en el 2015. Durante toda su carrera en relación con la Arqueología, Wolfgang fue un experto y magnificó conocedor de la Historia del África Sur-occidental, concretamente de la región de Namibia. En 1968, el arqueólogo alemán inició una expedición a la zona africana para la búsqueda de vestigios en relación al Arte Rupestre, el cual, había estado investigando durante su estancia en la Universidad de Colonia, en Alemania.
En Namibia, durante el periodo de prospecciones, se encontraron un total de 250 yacimientos arqueológicos, siendo en 1969, cuando Wolfgang Erich Wendt descubrió la famosa cueva en donde se hallaron restos materiales como grabados y pinturas sobre escenas humanas y de animales. Por tanto, este hallazgo se estableció como la joya de la corona de las excavaciones en relación al Arte Rupestre africano, siendo cronológicamente el más antiguo según las dataciones registradas. El arqueólogo alemán la denominó a la cueva como Apolo XI, debido a que durante la expedición se había producido la llegada del hombre a la Luna.
Al alemán se le atribuye el descubrimiento de la imagen de roca más antigua de África, teniendo una datación de 27 .000 años de antes de nuestra era. Más tarde, en 1984, Wolfgang Erich consiguió un trabajo en Namibia, continuando así sus labores de experto en relación con la Prehistoria e Historia Temprana de Namibia. El 8 de febrero de 2015, el arqueólogo fallecía a la edad de 81 años, en su casa de Windhoek. Su hogar, tiempo más tarde, entraría a formar parte del Museo Nacional de Namibia.

## Localización y cronología del yacimiento
Según John Masson (The South African Archaeological Bulletin. 2006. pp. 76-89), la cueva está situada en el suroeste de Namibia, en el estado de Ai Ais-Richtersveld, encontrándose en un barranco cubierto de rocas. Según la información recogida por Wendt, el hallazgo arqueológico se ubicaba en un valle que desemboca en el desfiladero. Al norte del lugar, hay una extensa llanura que bordea el macizo montañoso de Huns hacia el este, y hacia el sur, hay un conjunto de relieves montañosos que también constituían parte del macizo de Huns. Es un paisaje seco, donde la escasa flora y fauna son sostenidas por tormentas ocasionales de finales de verano que pueden crear inundaciones repentinas de corta duración en el desfiladero.
Según las investigaciones realizadas por Wendt y por su equipo de expedición, la Cueva del Apolo XI data de mediados del 30.000 al 25.000 de antes de nuestra, estableciéndose tiempo después, con el desarrollo de las técnicas de datación, una cronología del 27.000 de antes de nuestra era, siendo relacionado como el yacimiento más antiguo del Arte Rupestre en África.

## Significado de las pinturas y grabados de la Cueva del Apolo XI
La losa de piedra más antigua se encontró en dos piezas, ambas enterradas, siendo localizadas en el yacimiento un total de siete pintadas de cuarcita marrón-gris, siendo las representaciones de arte rupestre más antiguas de África. Representan una variedad de animales pintados en carbón, ocre y blanco, ubicándose en un depósito de la Edad de Piedra Media. Estas imágenes han sido interpretadas de diversas maneras como felinos y /o bóvidos, observándose que uno es una cebra, una jirafa o un avestruz, lo que demuestra la naturaleza ambigua de las representaciones.
Hay que destacar el uso principal de pigmentos de color, incluyéndose negros (de carbón), tonos rojizos y blanco. Además de las losas, la cueva del Apolo XI contenía una cantidad de pintura rupestre, con imágenes en rojo y blanco, de signos y símbolos abstractos, como representaciones de abejas. Se cree que estas obras fueron realizadas por miembros de la tribu San, y, un número de esos grabados, datan de aproximadamente del 8,500 a. C. También se encontraron pinturas en una gran roca de piedra caliza, ubicada a unos 150 metros de la entrada a la cueva. Estos dibujos en piedra, realizados por colonos de Khoekhoe, incluyen representaciones de animales, así como patrones abstractos, y se cree que se hicieron durante el primer milenio de antes de nuestra era.
Se piensa que esas representaciones están relacionadas con un contexto mágico, que cuyo significado no está del todo claro, puesto que hay varias teorías al respecto. Puede que se hicieran con el fin de tener mayor fortuna, cuando se realizara una partida de caza; hacer ‘‘el arte por el arte’’, decorar un lugar mágico donde llevar a cabo ritos de iniciación (carácter chamánico), usar las pinturas y grabados como totems (ahuyentar animales, marcar una zona) e incluso usado como medio de comunicación para relatar historias. También las representaciones de teriántropos en el arte de los San (África meridional), se han interpretado como seres humanos que se disfrazan de animales (Lee & Woodhouse 1970; Thackeray 1983), como personas de la raza primitiva (Solomon 1997) o como espíritus de los muertos (Vinnicombe 1976; Blundell 2004). No hay que olvidar que se desarrolla en un contexto de sociedades cazadoras recolectoras, y que usaban las cuevas como vivienda, donde hacían fuego, prácticas espirituales y en donde almacenaban la comida, o como lugar sagrado y mágico para dicha tribu.

## Estratigrafía
Los depósitos fueron excavados en espitas de entre 5 y 20 cm y 11 cuadrados de 1 m² (A12 hasta A2). Más tarde en 1972 se excavaron AP2, AP6 y AP7, encontrándose un fragmento perteneciente a la anterior excavación. En este cuadrado hay una secuencia de 5 estratos principales del 0 al IV con ‘‘subestratos’’ de la A a la H Vogelsang y su equipo dividió la secuencia en 24 estratos de la A a la Z (la L corresponde a la LSA), ampliando la anterior propuesta de Wendt en 1974-1976. En el estrato E, a pesar de la escasez de utensilios y materiales, se encontraron cuchillas desgastadas pertenecientes a la MSA (20 ka), fragmentos pintados y guijarros con restos de pintura, en un horizonte superior.
La unidad T se caracteriza por un aumento de los desechos angulares y corresponde a la fase cultural de la SB (Vogelsang et al. 2010). El arte mobiliar fue recuperado del horizonte superior de la capa E (Unidad M), en la interfaz entre los últimos niveles de MSA y los primeros niveles de LSA. Originalmente se reportaron edades radiocarbónicas de 8-26 ka para estos niveles (Wendt 1974, 1976), con cuatro fechas datadas (PTA-1040, KN-I 813, KN-2056 y KN-2115), indicando una edad media de 28,5 ± 0,59 ka para los depósitos que rodean las placas (Wendt 1974, 1976).
En 2007 un equipo de la Universidad de Colonia recogió ocho muestras de OSL (Jacobs et al. 2008) y sometió un total de 44 muestras, de las excavaciones originales a una datación por MGA (Vogelsang et al. 2010). Ocho de las nueve estimaciones de edad para el AMS tardío, eran considerablemente más antiguas que las asociadas con el AMS más temprano. El LSA inferior tiene una edad media de 22,3 ± 0,4 ka y el MSA superior una edad media de 29,8 ± 1,1 ka. Dadas estas fechas, y el hecho de que la MSA superior tiene una edad media de 29,8 ± 1,1 BP (Vogelsang et al. 2010), se considera que las placas deberían estar fechadas en -30 ka.
En 2013-2014, se analizaron dichas placas, teniendo como resultados que correspondían a las descripciones originales de Wendt, y se hace un análisis comentando del estado y conservación de las piezas actualmente. Gracias a cámaras fotográficas modernas, se pudo saber colores que tenían las piezas, donde predominan trazos negros y grises, y algunas trazas de colores naranja y rojo (AP3 y AP6). Los dibujos pueden ser una cabra o un rinoceronte negro en AP4 y antílope en AP5. Y algunas placas tienen rastros de sustancia blanca traslúcida (AP3, AP4 y AP6), como pigmento blanco o una especie de base sobre la que pintar. Los artistas de la tribu San posiblemente preparaban las superficies de las piedras con esta sustancia blanca con jugo de frutas o plantas. Los residuos negros y la decoloración rojiza en el API, AP5 y AP4 sugieren que algunas placas pueden haber sido calentadas.
Los indicios de desgaste de los bordes en API y AP2, AP4 y AP7 señala a que las placas pudieron haber sido formadas originalmente por retoque deliberado o por percusión (AP2 y API). Incluso algunas, muestran residuos de líquidos antiguos pudiendo haberse utilizado como paleta de mezcla. Los artefactos asociados comprenden un guijarro con rastros de pigmento, una hoja dañada en el borde con rastros de masilla (Wendt 1976) y 45 piezas de ocre y hematita derivados del lutita. El periodo de la LSA en la cueva sugiere por el estudio de los artefactos (evolución), una adaptación moderna de los cazadores recolectores del 44 ka.

## Arte rupestre en Namibia
A lo largo de la Historia, el término arte rupestre ha tenido referencias de pinturas y conjuntos rocosos grabados por el ser humano. Según los historiadores prehistóricos, África es el continente que acumula mayor número de vestigios de arte rupestre, siendo Namibia la zona del sur del continente africano que cuenta con un gran número de pinturas y grabados, recogiéndose un total de más de 62.000 representaciones pictóricas en yacimientos rocosos. Además, hay que tener en cuenta que en Namibia se ha diferenciado hallazgos del arte rupestre conocido, no registrado y finalmente, aquellos descubiertos pero que todavía aún no han sido documentados.

### Interpretación del arte rupestre
Para encontrar una interpretación del arte rupestre en Namibia, se han aplicado analogías etnográficas, habiendo problemas debido al escaso contacto entre las tribus indígenas y los investigadores. Aunque esto sea un conflicto, el legado de este movimiento artístico-cultural, ha hecho que los investigadores puedan comprender la situación social, política, económica, en la que vivían los seres humanos que realizaron estas manifestaciones pictóricas, teniendo una datación del 30.000 al 25.000 de antes de nuestra era.
Por tanto, se ha podido diferenciar dos tipos de escuelas: la teoría de interpretación respaldada, en la que se basa en relatos históricos de la civilización precolonial, teniendo el arte rupestre un significado simbólico que va más allá de las elaboraciones estéticas, por lo que pertenece a una zona concreta, dando importancia a los ritos espirituales, en el que destaca la figura de los animales. Eran sociedades cazadoras-recolectoras, que vivían en situaciones críticas, debido a la falta de recursos y a la zona árida de Namibia en la que se encontraban. Por otro lado, la segunda interpretación es la visión empírica, basándose en los contextos naturales, dando explicaciones de por qué se realizó el arte rupestre en ese lugar, relacionándose con las características de la tribu o del entorno.
El arte de esta cueva sucede simultáneamente con ejemplos en Europa y Australia, haciendo pensar que el arte mobiliar no tuvo un origen geográfico o cultural. La primera aparición no es anterior al 35 ka con adornos personales, cáscaras de huevos decoradas…, sirviendo como intercambio cultural, para establecer lazos sociales, con el fin de obtener algo a cambio. Esto hace pensar que pudo haber una noción de unidad social en esos primeros grupos cazadores recolectores.